# لس‌آنجلس غربی
لس‌آنجلس غربی (به انگلیسی: West Los Angeles) یک منطقهٔ مسکونی در ایالات متحده آمریکا است که در لس آنجلس واقع شده‌است.